# Homer (Illinois)
Homer – wieś w Stanach Zjednoczonych, w stanie Illinois, w hrabstwie Champaign.